# Ellen Whitaker
Ellen Whitaker (* 5. März 1986) ist eine britische Springreiterin.
Sie lag von Mai 2005 bis April 2006 auf Platz 7 der britischen Show Jumping Association. Ellen Whitaker befand sich im April 2010 in der 111. Weltrangliste der FEI auf Rang 54, im Mai 2014 belegte sie Rang 270.

## Privates
Ellen ist die Tochter von Springreiter Steven Whitaker und entstammt somit der britischen Reiterfamilie Whitaker. Sie lebt in Barnsley, South Yorkshire und besuchte dort die Penistone Grammar School.
Im Mai 2011 verlobte sie sich mit dem Schauspieler Henry Cavill. Im August 2012 wurde bekannt, dass sich das Paar bereits Monate zuvor getrennt hatte.
Im Mai 2014 brachte sie einen Sohn zur Welt, im März 2016 folgte ein zweiter Sohn. Vater beider Kinder ist ihr Freund, der spanische Springreiter Antonio Mariñas Soto.

## Karriere
Sie erklärt ihren Erfolg vor allem mit der Ausbildung, die sie von ihrem Vater Steven erhält, als auch durch den Antrieb, ihre Position als die führende britische Springreiterin zu erhalten. 
Der Holsteiner Hengst Locarno, der bis 2011 von Ellen Whitaker und später von ihrem Vater geritten wurde, war 2005 mit einem Kaufpreis in Höhe von 1.000.000 Euro das teuerste Pferd, das jemals in Großbritannien eingeführt wurde. Mit Locarno hatte Ellen Whitaker Chancen auf eine Qualifikation für die Olympischen Sommerspiele 2008, die sie jedoch aufgrund einer Bein-Infektion des Hengstes im Juni 2008 verpasste.
Nach Streitigkeiten über den Turniereinsatz ihrer Pferde mit dem britischen Teamchef Rob Hoekstra gab sie im Mai 2010 bekannt, während dessen Amtszeit nicht mehr für britische Nationenpreis- und Championatsmannschaften starten zu wollen. Im September 2011 startete sie wieder in einem Nationenpreis (beim CSIO Calgary), Equipechef hier war jedoch Di Lampard.

## Erfolge

### Championate
- Europameisterschaften:
  - 2003, San Remo: 2. Platz mit der Mannschaft (mit Kanselier)
  - 2007, Mannheim: 3. Platz mit der Mannschaft und 23. Platz im Einzel (mit Locarno)

### Weitere Erfolge
- 3× Gewinner des Horse of the Year Show Speed Einsätze (2006, 2008, 2009)
- Gewinner des Longines Ladies Award for Elegance in Barcelona
- Gewinner der Meisterschaft der Jungen Reiter auf der Horse Show of the Year, 2005
- Führende Unter-21 Rider und die Mitglieder Personality of the Year, 2005

- 2007: 1. Platz im  Hickstead Speed Derby mit Henri de Here, 1. Platz im Großen Preis von Vestfold (CSI**) mit Kanselier, 5. Platz im Großen Preis von Rotterdam (CSIO 5*) mit Locarno und 2. Platz im Großen Preis von Kuala Lumpur (CSI 5*) mit Locarno
- 2009: 3. Platz in der Euroclassics-Gesamtwertung Bremen (CSI 4*) mit Ocolado, 1. Platz im Großen Preis von Linz-Ebelsberg (CSIO 4*) mit Ocolado und 1. Platz im Großen Preis bei der Horse of the Year Show Birmingham (CSI 3*) mit Ocolado
- 2010: 1. Platz im British Open Show Jumping Championship (Birmingham, CSI 4*) mit Ocolado

## Pferde
aktuelle:

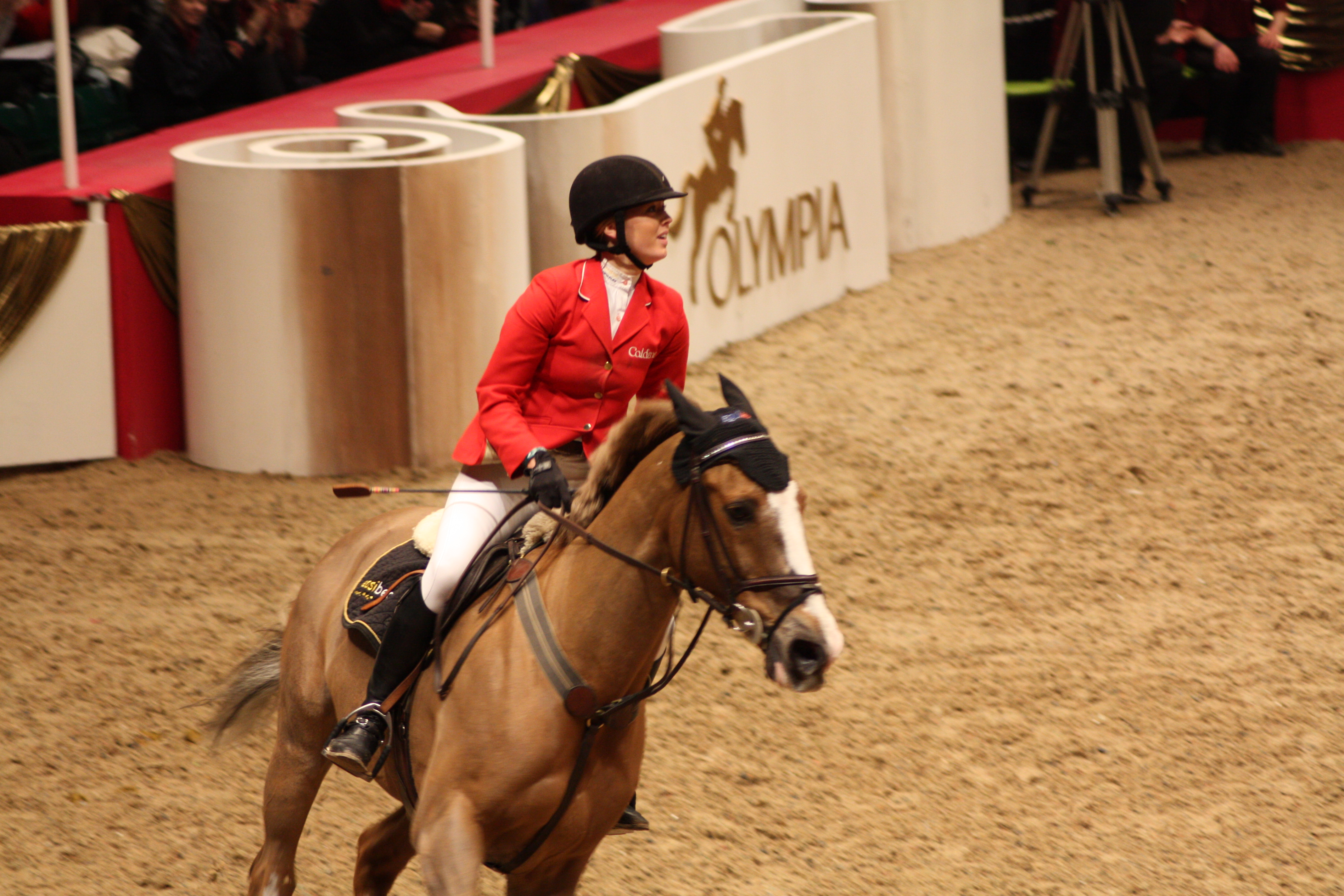
Ellen Whitaker auf Kanselier

- Kanselier (* 1992), fuchsfarbener KWPN-Wallach, Vater: Notaris, Muttervater: Nimmerdor
- Locarno 62 (* 1996), brauner Holsteiner Hengst, Vater: Lord Calidos, Muttervater: Romino, Besitzer: Dawn Makin, Steven Whitaker
- Equimax Ocolado (* 1996), fuchsfarbener KWPN-Wallach, Vater: Habsburg, Mutter von: Calvados, Besitzer: Dawn Makin & Steven Whitaker
- Ladina B (* 1997), Württemberger Schimmelstute
- Royal Rose (* 1998), KWPN Fuchshengst, Vater: Calvados, Besitzer: Steven Whitaker
- Ximena (* 2001), Schimmelstute, Vater: Irco Mena 763, Muttervater: Hertigen, Besitzer: Dawn Makin & Steven Whitaker
- Arena UK Lando (* 2002), Oldenburger Fuchswallach, Vater: 	Landor S, Muttervater: Lord, Besitzer: Norman Orly

ehemalige Pferde:
- Magic Max